# جنرال إلكتريك إف 101
جنرال إلكتريك إف101:(بالإنجليزية: General Electric F101)‏ هو محرك توربيني مروحي مع حراق لاحق، من أنتاج شركة جنرال الكتريك للطيران. يستخدم على طائرة بي-1 لانسر قاذفة قنابل الاستراتيجية في القوات الجوية الأمريكية. نتج قوة دفع مع تشغيل الحراق اللاحق تبلغ 30,000 رطل قوة (130 كيلو نيوتن). يعتبر محرك جنرال إلكتريك إف101 أول محرك تروبيني مروحي يزود بحراق لاحق.

## التطوير
تم تطوير محرك إف101 خصيصا للطائرة الاستراتيجية المتقدمة، والتي عرفت لاحقا بأسم بي-1 لانسر (B-1A) والتي ألغيت رسميا في عام 1977.
محرك المقاتلة إف-16 فايتنغ فالكون مم طراز جنرال إلكتريك إف110 هو مشتق أصلا من المحرك إف101، كما أن محرك إف101 كان المحرك الذي أشتق منه محرك الطائرات المدنية الناجح الشهير من طراز سي اف ام 56.

## المواصفات
مواصفات (إف101 - جي أي إف102):.
الخصائص العامة
- نوع: المروحي
- الطول: 181 بوصة (460 سم)
- القطر: 55 بوصة (140 سم)
- الوزن الجاف: 4,400 باوند (1995 كجم)

مكونات
- ضاغط: المحورية، 2 مروحة المرحلة، 9 المرحلة ضاغط الضغط العالي
- الاحتراق : حلقي
- التوربينات : 1 مرحلة عالية توربينات الضغط، 2 مرحلة الضغط المنخفض التوربينات

أداء
- إنتاج الطاقة القصوى: 31,000 رطل (138 كيلو نيوتن) (مع احتراق)
- نسبة الضغط الكلي : 26.8:1
- محددة استهلاك الوقود : £ 2,46 / باوند ساعة (ماكس فحوى)
- نسبة قوة الدفع إلى الوزن : 7.04:1 (احتراق)

## قوائم ذات صلة
- قائمة محركات الطائرات

## وصلات خارجية
- إف101 على موقع شركة جنرال الكتريك للطيران
- إف101 الصفحة في غلوبال سيكيورتي
- إف101 على موقع شركة جنرال الكتريك للطيران